# 凯文·格雷韦
凯文·迈克尔·格雷韦（英語：Kevin Michael Grevey，1953年5月12日—），美国NBA联盟前职业篮球运动员。他在1975年的NBA选秀中第1轮第18顺位被华盛顿子弹选中。